# Kurt Georg Kiesinger
Kurt Georg Kiesinger (Ebingen, Regne de Württemberg, Imperi Alemany, 6 d'abril de 1904 - Tübingen, 9 de març de 1988) va ser un polític conservador alemany, que va exercir de Canceller d'Alemanya entre 1966 i 1969. Del 1933 al 1945 va militar al Partit Nazi però, després de la caiguda de Hitler, el 1945, va deixar-lo en favor del partit conservador de la Unió Demòcrata Cristiana d'Alemanya (CDU).

## Orígens i activisme nazi
Kiesinger va néixer el 6 d'abril de 1904 a la localitat d'Ebingen, al Regne de Württemberg (actualment coneguda com a Albstadt, a l'estat federat alemany de Baden-Württemberg). El seu pare era empleat comercial en empreses dedicades a la indústria tèxtil local. Kiesinger va ser batejat d'acord amb el ritu catòlic perquè la seva mare era catòlica, tot i que el seu pare era protestant. La seva mare va morir sis mesos després de néixer ell i, en defecte, la seva àvia materna va exercir una forta influència de suport durant el seu creixement, mentre que el seu pare es va mostrar indiferent al seu avenç. Després d'un any, el seu pare es va tornar a casar amb Karoline Victoria Pfaff. Van tenir set fills, dels quals la germanastra de Kiesinger, Maria, va morir un any després de néixer. Pfaff també era catòlica. Per tant, Kiesinger va créixer en un ambient familiar de confessió mixta i, més tard, es va referir a si mateix com un «catòlic protestant». Políticament, va créixer en un entorn liberal i de mentalitat democràtica.
En l'àmbit acadèmic va estudiar Dret a Berlín i va treballar com a advocat en aquella mateixa ciutat entre 1935 i 1940. Com a estudiant, es va unir a les corporacions catòliques romanes KStV Alamannia Tübingen i Askania-Burgundia Berlin. El febrer de 1933 es va unir com a militant del Partit Nacional Socialista Alemany dels Treballadors (NSDAP) però hi va romandre en gran part inactiu. L'any 1940, va ser cridat a files, però va evitar la lleva en trobar feina al departament de radiodifusió del Ministeri d'Afers Exteriors alemany, ascendint ràpidament fins a convertir-se en cap adjunt del departament entre 1943 i 1945, així com enllaç del departament amb el Ministeri de Propaganda nazi. Va treballar amb Joachim von Ribbentrop, que més tard seria condemnat a mort als judicis de Nuremberg. Després de la guerra, va ser empresonat pels estatunidencs per la seva connexió amb Ribbentrop i va passar 18 mesos al camp de Ludwigsburg abans de ser alliberat per un cas d'identitat equivocada.
La periodista francoalemanya Beate Klarsfeld va demostrar les estretes connexions de Kiesinger amb Ribbentrop i Joseph Goebbels, el cap del Ministeri de Propaganda de l'Alemanya nazi. També va afirmar que Kiesinger havia estat el principal responsable dels continguts de les emissions internacionals alemanyes que incloïen propaganda de guerra i antisemita, i que havia col·laborat estretament amb els funcionaris de les SS Gerhard Rühle i Franz Alfred Six. Aquest últim va ser responsable d'assassinats en massa a l'Europa de l'Est ocupada pels nazis i va ser jutjat com a criminal de guerra en el judici als Einsatzgruppen a Nuremberg. Fins i tot després de prendre consciència de l'extermini de jueus, Kiesinger havia continuat produint propaganda antisemita. Aquestes acusacions es basaven en part en documents que Albert Norden va publicar sobre els culpables de la guerra i els crims nazis.

## Trajectòria política

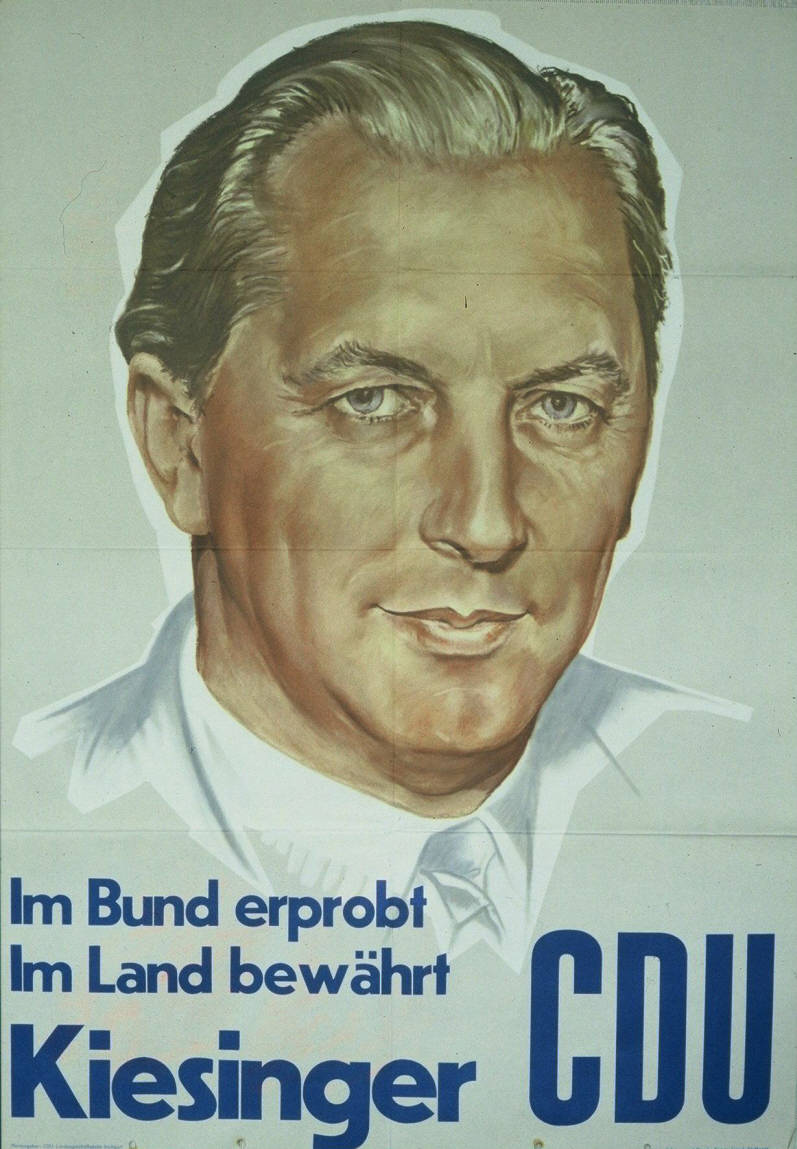
Cartell electoral de 1961

El 1946 es va unir al partit de la Unió Demòcrata Cristiana (CDU). A partir d'aleshores va donar classes particulars a estudiants de dret, i el 1948 va reprendre la seva pràctica com a advocat. El 1947 també va esdevenir secretari general no remunerat de la CDU a Württemberg-Hohenzollern.
A les eleccions federals de 1949 va ser elegit diputat al Bundestag, càrrec que va mantenir fins al 1958 i de nou de 1969 a 1980. En la seva primera legislatura va representar la circumscripció electoral de Ravensburg, en la qual va aconseguir resultats rècord de més de 70% i que, a partir de 1969, es va convertir en la circumscripció de Waldshut. Per a les eleccions federals de 1976, va renunciar a la seva pròpia circumscripció i va entrar al parlament a través de la llista estatal de Baden-Württemberg del seu partit. En els dos primers períodes legislatius (1949–1957) va ser president del comitè de mediació del Bundestag i del Bundesrat. El 19 d'octubre de 1950 va rebre 55 vots en contra del seu amic de partit Hermann Ehlers (201 vots) a les eleccions per a escollir el president del Bundestag, tot i que no havia estat proposat. El 1951 va esdevenir membre de la junta executiva de la CDU. Del 17 de desembre de 1954 al 29 de gener de 1959 va ser president de la Comissió d'Afers Exteriors del Bundestag, de la qual va ser membre des de 1949.
Durant aquell temps, es va fer conegut per la seva brillant retòrica, així com pel seu coneixement profund dels afers exteriors. No obstant això, malgrat el reconeixement que va gaudir dins de la facció parlamentària demòcrata cristiana, va ser passat per alt durant diverses remodelacions de gabinet. En conseqüència, va decidir passar de la política federal a la política estatal.

### Ministre president de Baden-Württemberg
El 17 de desembre de 1958 es va convertir en ministre president de l'estat de Baden-Württemberg, càrrec que va exercir fins l'1 de desembre de 1966. En aquell moment Kiesinger també era membre del Parlament regional (Landtag). Com a ministre president va encapçalar el Bundesrat alemany entre l'1 de novembre de 1962 i el 31 d'octubre de 1963. Durant el seu mandat va fundar la Universitat de Constanza i la Universitat d'Ulm.
Als primers dies de la República Federal d'Alemanya, les coalicions sobredimensionades no eren estranyes a nivell estatal, per la qual cosa Kiesinger va liderar una coalició de la CDU/CSU, el Partit Socialdemòcrata d'Alemanya (SPD), el Partit Democràtic Lliure (FDP/DVP) i la Lliga dels Expulsats (BHE) fins al 1960, i després una coalició CDU-FDP entre 1960 i 1966. El 15 d'abril de 1961, el BHE es va dissoldre.

### Canceller d'Alemanya
El 1966, després de l'enfonsament de la coalició CDU/CSU-FDP, va ser elegit per substituir Ludwig Erhard com a canceller i encapçalar una nova aliança de la CDU/CSU però en aquella ocasió amb els socialdemòcrates de l'SPD. El govern format per Kiesinger va romandre al poder durant gairebé tres anys amb el líder de l'SPD Willy Brandt com a vicecanciller i ministre d'Exteriors. Kiesinger va reduir les tensions amb les nacions del bloc soviètic establint relacions diplomàtiques amb Txecoslovàquia, Romania i Iugoslàvia, però es va oposar a qualsevol moviment conciliador important. També es van realitzar una sèrie de reformes progressistes durant aquella època com a canceller. El 1967 la cobertura de pensions es va ampliar mitjançant l'abolició del sostre d'ingressos per a l'afiliació obligatòria. En educació, es van introduir beques per a estudiants, juntament amb un programa de construcció d'universitats, mentre que una reforma constitucional de 1969 va habilitar el govern federal per participar amb els estats federats (Länder) en la planificació educativa mitjançant una comissió conjunta. També es va introduir la legislació de formació professional, mentre que una reorganització de l'assegurança d'atur va promoure programes de reciclatge, serveis d'assessorament i assessorament i places de creació d'ocupació. A més, am bla Lohnfortzahlunggesetz de 1969, els empresaris havien de pagar els salaris de tots els empleats durant les primeres sis setmanes de malaltia. L'agost de 1969 es va introduir el Landabgaberente (una pensió especial més alta per als agricultors disposats a cedir finques que no eren rendibles segons determinats criteris).
L'historiador Tony Judt va considerar que la cancelleria de Kiesinger, així com la presidència d'Heinrich Lübke, va mostrar «una flagrant contradicció en l'autoimatge de la República de Bonn» en vista de les seves lleialtats nazis anteriors. Un dels seus punts més dèbils com a canceller va ser l'any 1968 quan la caçadora de nazis Beate Klarsfeld, que va fer campanya amb el seu marit Serge Klarsfeld contra els criminals de l'Alemanya nazi, li va donar una bufetada en públic durant la convenció demòcrata cristiana de 1968, mentre li deia «nazi». Ho va fer en francès i, mentre dos acomodadors l'expulsaven del recinte, va repetir les seves paraules en alemany dient «Kiesinger! Nazi! Abtreten!» ("Kiesinger! Nazi! Dimiteixi!"). Kiesinger, es va subjectar la galta esquerra i no va respondre. Fins a la seva mort es va negar a comentar l'incident i en altres oportunitats va negar explícitament que hagués estat oportunista en unir-se el 1933 a l'NSDAP (tot i que va admetre que es va unir al Ministeri d'Afers Exteriors alemany per esquivar el seu projecte de 1940 per a la Wehrmacht). Altres crítics destacats van incloure els escriptors Heinrich Böll i Günter Grass, el qual el 1966 li va escriure una carta oberta instant-lo a no acceptar la cancelleria.
Després de les eleccions federals de 1969, l'SPD va preferir formar una coalició amb el FDP, posant fi al regnat ininterromput de postguerra dels cancellers de la CDU/CSU. Kiesinger va ser succeït com a canceller pel seu antic vicecanceller Willy Brandt.

## Darrers anys i mort

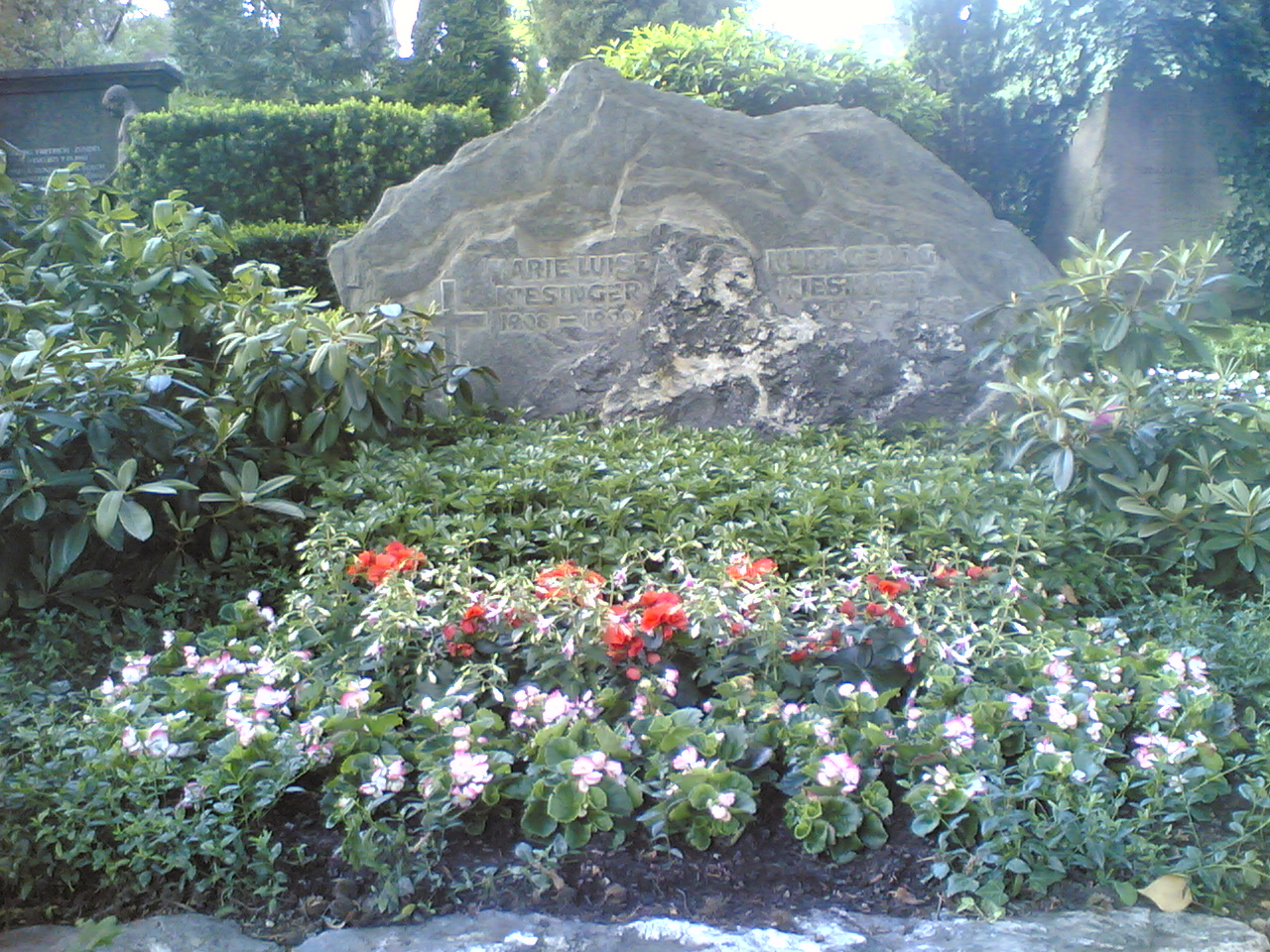
Tomba de Kiesinger a Tübingen

Kiesinger va continuar al capdavant de la CDU a l'oposició i va romandre membre del Bundestag fins al 1980. El juliol de 1971, va ser succeït com a líder de la Unió Demòcrata Cristiana per Rainer Barzel. El 1972 va justificar la moció de censura constructiva del grup parlamentari CDU/CSU contra Willy Brandt al Bundestag. La votació posterior a Brandt, amb l'objectiu d'elegir el llavors líder de la CDU Rainer Barzel com a canceller, no va tenir èxit a causa del suborn de Julius Steiner, i probablement de Leo Wagner, per part de l'Stasi de la República Democràtica Alemanya (RDA).
El 1980 va acabar la seva carrera com a polític i va treballar en l'elaboració de les seves memòries, les quals només es van arribar a completar la primera part («Anys foscos i brillants»), que cobria la seva vida fins al 1958. Tanmateix, van ser publicades el 1989 després de la seva mort. Kiesinger va morir a Tübingen el 9 de març de 1988, quatre setmanes abans del seu 84è aniversari. Després d'un rèquiem a l'església de St. Eberhard de Stuttgart, la seva processó fúnebre va ser seguida per manifestants (principalment estudiants) que volien que es recordés la seva antiga pertinença al partit nazi.

## Obres
- Schwäbische Kindheit ("Joventut sueba"), Wunderlich Verlag, Tübingen, 1964.
- Ideen vom Ganzen. Reden und Betrachtungen ("Idees del conjunt. Discursos i reflexions"), Wunderlich Verlag, Tübingen, 1964.
- Stationen 1949-1969 ("Estacions 1949-1969"), Wunderlich Verlag, Tübingen, 1969.
- Die Stellung des Parlamentariers in unserer Zeit ("La posició dels parlamentaris en els nostres temps"), Stuttgart, 1981.
- Dunkle und helle Jahre: Erinnerungen 1904–1958 ("Anys foscos i brillants: Memòries 1904–1958"), Deutsche Verlags-Anstalt, Stuttgart, 1989.

## Honors
- Gran Creu de l'Orde al Mèrit de la República Federal Alemanya
- Cavaller de l'Orde al Mèrit de Baden-Württemberg
- Orde al Mèrit Bavarès
- Gran Creu de l'Orde del Falcó (Islàndia)
- Gran Creu de l'Orde al Mèrit de la República Italiana (Itàlia)[12]
- Gran Creu de l'Orde d'Isabel la Catòlica (Espanya)
- Gran Creu de l'Orde de Carles III (Espanya)